# De everzwijnjacht (Rubens)
De everzwijnjacht is een schilderij van Peter Paul Rubens, gemaakt tussen 1615 en 1617. Het stelt een jacht op wilde zwijnen voor. Honden en ruiters, gekleed als edelen, drijven een wild zwijn in het nauw. Links staan mannen in toga's met speren in de hand.
De compositie is gebaseerd op de Slag bij Anghiari van Leonardo da Vinci.